# 1994 XM1
1994 XM1 ist ein kleiner Asteroid vom Apollo-Typ. Er wurde am 9. Dezember 1994 von Jim V. Scotti im Rahmen des Spacewatch-Projekts am Kitt-Peak-Nationalobservatorium (IAU-Code 695) entdeckt.
Er kam der Erde bei seinem Vorbeiflug im Dezember 1994 bis auf ca. 110.000 km nahe, etwa einem Drittel der Entfernung Erde–Mond.